# Діана Акерман
Діана Акерман (англ. Diane Ackerman) — американська письменниця, поетеса, есеїстка та натуралістка, яка насамперед відома своєю всеохопною допитливістю та поетичними спробами на тему природи. Для українського читача відома як авторка книги «Дружина доглядача зоопарку», яка розповідає про подружжя Жабинських, які врятували понад триста людей з єврейського гетто, переховуючи їх у Варшавському зоопарку під час Другої Світової війни.

## Біографія
Здобула ступінь бакалавра з англійської мови та літератури в Університеті штату Пенсильванія, ступінь магістра та Ph.D в Університеті Корнелла. Одним із членів екзаменаційної комісії під час захисту її дисертації був Карл Саган, астроном та творець документального серіалу «Космос: персональна подорож». Викладала у багатьох університетах, серед яких Колумбійський університет та Університет Корнелла.
Публікує свої есе на сторінках «Нью-Йорк таймс», «Смітсоніан», «Нью-Йоркер», «Нешнл джіогрефік» тощо. Свої дослідження проводила у найрізноманітніших місцях, серед яких Бразильський атлантичний ліс (працюючи із золотою мавпою, яка знаходиться під загрозою зникнення), Патагонія (гренландський кит), Гаваї (горбатий кит), Каліфорнія (мітка метелика монарха на місці їхнього зимування), Френч-Фрігейт-Шолс (тюлень-монах), Хіросіма (короткохвостий альбатрос), Техас (Міжнародна організація збереження кажанів), Амазонський дощовий ліс та Антарктида (пінгвіни). 1986 року Акерман потрапила до півфіналу проєкту НАСА «Журналіст-у-космосі», який закрили після катастрофи шатла «Челленджер». на її честь названо молекулу крокодилячого секс-фернону — dianeackerone.
Зібрання її рукописів та творів (Наукові твори Діани Акерман, 1971—1997— Збірка № 6299) зберігається в бібліотеці Університету Корнелла.

## Кар'єра
Серед її творів у жанрі нехудожньої літератури: «Людський вік: Світ сформований нами», яка звеличує природу, людську винахідливість та досліджує те, як ми стали основним рушієм змін на планеті; мемуари «Сто імен» розповідають про кохання, інсульт, афазію (втрату мови) та лікування; «Світло світанку» — поетична медитація про світанок і пробудження; «Дружина доглядача зоопарку», яка розповідає про подружжя Жабинських, які врятували понад триста людей з єврейського гетто; «Алхімія розуму» розглядає чудеса та загадки нашого мозку, опираючись на сучасну неврологію; «Культивація захвату» — загальна історія її садку; «Глибока гра», що містить її роздуми про людську тягу до гри, креативності та трансцендентності; «Витончена лінія», що розповідає про її роботу кризовим консультантом; «Найрідкісне з рідкісного» та «Місяць при китовому світлі», де письменниця розглядає жалюгідне становище та чарівність тварин, що знаходиться під загрозою зникнення; «Загальна історія кохання» — літературний огляд різних аспектів кохання; «На видовжених крилах» — мемуари письменниці про польоти; «Загальна історія відчуттів», в якій розглядається 5 людських чуттів.

## Адаптації
31 березня 2017 року вийшла однойменна екранізація роману «Дружина доглядача зоопарку» з Джессікою Честейн у ролі Антоніни Жабінської.
1995 року стала ведучою мінісеріалу «Таємниці відчуттів», що створений на основі книги «Загальна історія відчуттів».

## Особисте життя
Акерман перебувала у шлюбі з Полом Вестом, американським письменником. Нині живе в Ітаці, Нью-Йорк.

## Переклади українською
- Діана Акерман. Дружина доглядача зоопарку. — К. : BookChef, 2019. — 336 с. — ISBN 978-617-7559-88-6.